# Grigori Georgijewitsch Belych
Grigori Georgijewitsch Belych (russisch Григо́рий Гео́ргиевич Белы́х; * 7.jul. / 20. August 1906greg.; † 14. August 1938) war ein sowjetischer Schriftsteller.

## Leben und Schaffen
Belych war Sohn einer kinderreichen Arbeiterfamilie. Nach dem Tod seines Vaters kam er Anfang der 1920er an die Schulkommune namens Dostojewski (SchKID) für obdachlose und schwer erziehbare Jugendliche. Nach dem Schulabschluss wurde er Journalist. Angeregt und unterstützt von Samuil Jakowlewitsch Marschak schrieb er mit Leonid Pantelejew ein Buch über die SchKID. Das Jugendbuch Республика ШКИД (wörtlich: Republik SchKID) brachte den beiden Autoren Ruhm, aber auch Kritik wegen ihrer Darstellung des sowjetischen Bildungswesens ein. Der Roman wurden in zahlreiche Sprachen übersetzt, 1929 erschien er erstmals auf Deutsch.
1935 wurde Belych unter dem Vorwurf konterrevolutionärer Tätigkeit (Artikel 58 Absatz 10 des Strafgesetzbuches der RSFSR) festgenommen. Zu drei Jahren Lagerhaft verurteilt, starb er 1938 in einem Durchgangsgefängnis an Tuberkulose.
Belych wurde 1957 posthum rehabilitiert. Erst danach wurden seine Werke wieder in der UdSSR aufgelegt. 1966 konnte Republik SchKID unter der Regie von Gennadi Poloka verfilmt werden, und 2013 nahm das Ministerium für Bildung und Wissenschaft der Russischen Föderation den Erziehungsroman von Belych und Pantelejew in die offizielle Leseempfehlungsliste 100 Bücher für Schüler auf.
Am 12. November wurde an seinem letzten Wohnhaus in Sankt Petersburg eine Gedenktafel der Letzten Adresse angebracht.

## Werke (Auswahl)
- 1927 Республика ШКИД, (dt. Übersetzung: Republik der Strolche) mit Leonid Pantelejew
- 1929 Лапти (Bastschuhe)
- 1930 Белогвардеец (Weiße Garde)
- 1930 Дом веселых нищих (Haus der fröhlichen Bettler)
- 1931 Коржикина затея (Korschikinas Schnapsidee)

Verfilmungen
- 1966 Республика ШКИД (Republik SchKID), Regie: Gennadi Poloka